# Juxia
Juxia é uma extinta espécie de indricotério, um grupo de animais similares aos viventes rinocerontes. Juxia possuia o tamanho de um cavalo e viveu na Ásia durante o Oligoceno e o Mioceno.